# Dandya
Dandya is een geslacht uit de aspergefamilie. De soorten komen voor in Mexico.

## Soorten
- Dandya balsensis
- Dandya hannibalii
- Dandya purpusii
- Dandya thadhowardii